# 1797
1797 là một năm trong lịch Gregory.

## Sự kiện
- Henry Cavendish làm thí nghiệm xác định hằng số hấp dẫn hay còn gọi là thí nghiệm cân Trái Đất.

## Sinh
- 6 tháng 9 – Nguyễn Phúc Bính, tước phong Định Viễn Quận vương, hoàng tử con vua Gia Long (m. 1863).